# Nesosisyphus rotundatus
Nesosisyphus rotundatus är en skalbaggsart som beskrevs av Auguste Vinson 1946. Nesosisyphus rotundatus ingår i släktet Nesosisyphus och familjen bladhorningar. Inga underarter finns listade i Catalogue of Life.